# Mikelats
Mikelats (prononcer « mikélatche ») est un personnage de la mythologie basque, il crée les orages et projette des pierres. Il a des pouvoirs similaires au dieu Thor de la mythologie scandinave. C'est un être maléfique qui est un des deux fils de Mari. Avec son frère Atarrabi (également appelé Axular), qui est son contraire, symbole du bien moral.
Mikelats est l'enfant de Mari et Maju. Les paysans le voient comme une créature maléfique. Selon une légende, Avec sa mère Mari, il crée des tempêtes et les lance contre le troupeau et la moisson, pour punir les humains qui ne respectaient pas leur mère. Il a étudié avec son frère dans la grotte du diable Etsai, où ils ont été exposés à une vaste culture. 

## Unir des croyances divisées
Selon Barandiaran : « Nous ne nous sommes pas arrêtés, par exemple, à considérer certains Irelu, comme ces derniers Eate, Odei et Mikelats, car une grande partie des sujets qui s'y réfèrent changent entre certains personnages et d'autres et, en moyenne, tombent dans les domaines thématiques déjà décrits ou définis. Ceux-ci aussi sont aujourd'hui éparses et fragmentées, les éléments incohérents d'un ou plusieurs systèmes n'ont plus pu être isolés depuis longtemps. Par conséquent, il est très difficile de réaliser des restaurations qui peuvent être fermement maintenues. »
Bien que l'on soupçonne que la mythologie basque ait pu ressembler à un système de croyances religieuses antérieur au christianisme pendant des siècles, adapter un support unifié semble plus difficile, voire impossible. Dans cet écrit, Barandiaran révèle une relation antérieure, un parallélisme, une  parité entre ces trois irelu.

## Le souffle de Mikelats
Mikelats, qui apparaît également sous le nom de Hodei (Odei) dans certaines légendes, est considéré par tous les chercheurs comme un mal personnifié, car il possède le pouvoir de frapper les champs et les vergers avec de la grêle grâce aux tempêtes. C'est une catastrophe pour les agriculteurs. 
Il y a aussi quelque chose à dire sur son nom, avec les ajouts de Mikel (Michel) et de hats (souffle). Le souffle, quant à lui, rappelle le même "souffle de Dieu" qui apparaît au début de l'Ancien Testament.
1.2 Lurra nahas-mahas hutsa zen: leize handiaren gain ilunpea. Jainkoaren arnasa uren gainean zebilen.
« La terre était un chaos, elle était vide ; il y avait des ténèbres au-dessus de l'abîme, et le souffle de Dieu tournoyait au-dessus des eaux. »
Nous savons qu'il est l'un des deux fils de Mari et aussi le nom de son frère. Mais pas grand chose d'autre. Étaient-ils farouchement opposés à une croyance similaire dans le dualisme antique, tel que celui qui existe entre Caïn et Abel dans l'Ancien Testament ? Même nous savons que Sugaar, Sugoi, est son père. Barandiaran souligne également qu'il existe un parallèle entre Sugoi et Mikelats, puisque dans certaines histoires l'un remplace le rôle de l'autre. La similitude entre le père et le fils n'est pas non plus surprenante. Cela pourrait indiquer une pression, c'est son successeur. De là vient le pouvoir qui semble créer des tempêtes, les chasser ou les aveugler.

## Dommages équivalents de Mikelats, d'Eate et d'Odei

### Origine des orages
Selon les recherches de Koldo Mitxelena, le mot "ekaitz" (tempête) pourrait être créé à la suite de l'ajout des mots pré-basques *egu-gaitz.
Depuis toujours, l'importance des tempêtes dans l'agriculture est significatif et il n'est pas étrange que des superstitions à leur sujet aient été représentées dans le passé sous la forme de créatures miraculeuses.
Ces créatures aux pouvoirs dévastateurs, mais uniquement sous forme de tempête, remettent en cause l'origine des tempêtes de Sugaar et Maya. Il semble qu'il y ait une particularité entre les tempêtes, provoquées par le père adorable (Sugaar et Maia), qui se produisent de façon involontaire (par la relation entre eux, peigner les cheveux, frapper le cuir…) et celles qui se produisent intentionnellement, soit par la main du mal, soit à travers les exigences d'un criminel.
Bien qu'Eate et Odei aient leurs particularités, ils sont comme Mikelats à la vue des prières et des ivres que les humains utilisent contre lui.
Même si Eate et Odei ont leurs différences, ils sont comme Mikelats en termes de prières et de malédictions que les humains utilisent contre lui. Dans une légende, Mikelats voulait détruire les champs de blé de Sare dont son frère était devenu le curé. Pour contrer son projet de destruction, Atarrabi lui opposa la prière. C'est ainsi qu'il sauva les récoltes des siens.

### Eate
Dans le Goierri, le génie de la tempête s'appelait Eate, créateur d'incendies, d'inondations et de tourbillons (Eateots). Avec Mikelats, il trouve sa contrepartie dans la méchanceté du désastre en créant la  tempête qu'il provoque. Les espions de feu qui montent au ciel que l'on peut voir lors des incendies d'Azpeitia étaient appelés « "Ereeta´n bizarrak" » (barbes d’Ereete).

### Odei, Hodei
Odei (Hodei) était connu dans plusieurs localités guipuzcoanes, on appelait le tonnerre de l'orage parmi d'autres phénomènes orageux. Également connu sous le nom d'Aidegaixto (Lapurdi) et d'Ortzia (Donoztiri), il est similaire à Ortzi.

## Arbre généalogique
| Princesse de Mundaka | Princesse de Mundaka | Princesse de Mundaka | Princesse de Mundaka | Princesse de Mundaka              | Princesse de Mundaka              |                                   |                                   |                                   |                                   | Sugaar (Feu, serpent) | Sugaar (Feu, serpent) | Sugaar (Feu, serpent)               | Sugaar (Feu, serpent)     | Sugaar (Feu, serpent)     | Sugaar (Feu, serpent)     |                           |                           |  |  |                      |                      | Mari (Déesse)        | Mari (Déesse)        | Mari (Déesse)        | Mari (Déesse)        | Mari (Déesse) | Mari (Déesse) |                                 |                                 |                                 |                                 |                                       |                                       |                                       |                                       | Amalur (La Terre Mère)                | Amalur (La Terre Mère)                | Amalur (La Terre Mère)       | Amalur (La Terre Mère)       | Amalur (La Terre Mère)              | Amalur (La Terre Mère)              |                                     |                                     |                                     |                                     |  |  |
| Princesse de Mundaka | Princesse de Mundaka | Princesse de Mundaka | Princesse de Mundaka | Princesse de Mundaka              | Princesse de Mundaka              |                                   |                                   |                                   |                                   | Sugaar (Feu, serpent) | Sugaar (Feu, serpent) | Sugaar (Feu, serpent)               | Sugaar (Feu, serpent)     | Sugaar (Feu, serpent)     | Sugaar (Feu, serpent)     |                           |                           |  |  |                      |                      | Mari (Déesse)        | Mari (Déesse)        | Mari (Déesse)        | Mari (Déesse)        | Mari (Déesse) | Mari (Déesse) |                                 |                                 |                                 |                                 |                                       |                                       |                                       |                                       | Amalur (La Terre Mère)                | Amalur (La Terre Mère)                | Amalur (La Terre Mère)       | Amalur (La Terre Mère)       | Amalur (La Terre Mère)              | Amalur (La Terre Mère)              |                                     |                                     |                                     |                                     |  |  |
|                      |                      |                      |                      |                                   |                                   |                                   |                                   |                                   |                                   |                       |                       |                                     |                           |                           |                           |                           |                           |  |  |                      |                      |                      |                      |                      |                      |               |               |                                 |                                 |                                 |                                 |                                       |                                       |                                       |                                       |                                       |                                       |                              |                              |                                     |                                     |                                     |                                     |                                     |                                     |  |  |
|                      |                      |                      |                      |                                   |                                   |                                   |                                   |                                   |                                   |                       |                       |                                     |                           |                           |                           |                           |                           |  |  |                      |                      |                      |                      |                      |                      |               |               |                                 |                                 |                                 |                                 |                                       |                                       |                                       |                                       |                                       |                                       |                              |                              |                                     |                                     |                                     |                                     |                                     |                                     |  |  |
|                      |                      |                      |                      | Jaun Zuria (Seigneur des Basques) | Jaun Zuria (Seigneur des Basques) | Jaun Zuria (Seigneur des Basques) | Jaun Zuria (Seigneur des Basques) | Jaun Zuria (Seigneur des Basques) | Jaun Zuria (Seigneur des Basques) |                       |                       | Mikelats (Mauvais esprit)           | Mikelats (Mauvais esprit) | Mikelats (Mauvais esprit) | Mikelats (Mauvais esprit) | Mikelats (Mauvais esprit) | Mikelats (Mauvais esprit) |  |  | Atarabi (Bon esprit) | Atarabi (Bon esprit) | Atarabi (Bon esprit) | Atarabi (Bon esprit) | Atarabi (Bon esprit) | Atarabi (Bon esprit) |               |               |                                 |                                 |                                 |                                 | Eguzki Amandre (La grand-mère soleil) | Eguzki Amandre (La grand-mère soleil) | Eguzki Amandre (La grand-mère soleil) | Eguzki Amandre (La grand-mère soleil) | Eguzki Amandre (La grand-mère soleil) | Eguzki Amandre (La grand-mère soleil) |                              |                              | Ilargi Amandre (La grand-mère lune) | Ilargi Amandre (La grand-mère lune) | Ilargi Amandre (La grand-mère lune) | Ilargi Amandre (La grand-mère lune) | Ilargi Amandre (La grand-mère lune) | Ilargi Amandre (La grand-mère lune) |  |  |
|                      |                      |                      |                      | Jaun Zuria (Seigneur des Basques) | Jaun Zuria (Seigneur des Basques) | Jaun Zuria (Seigneur des Basques) | Jaun Zuria (Seigneur des Basques) | Jaun Zuria (Seigneur des Basques) | Jaun Zuria (Seigneur des Basques) |                       |                       | Mikelats (Mauvais esprit)           | Mikelats (Mauvais esprit) | Mikelats (Mauvais esprit) | Mikelats (Mauvais esprit) | Mikelats (Mauvais esprit) | Mikelats (Mauvais esprit) |  |  | Atarabi (Bon esprit) | Atarabi (Bon esprit) | Atarabi (Bon esprit) | Atarabi (Bon esprit) | Atarabi (Bon esprit) | Atarabi (Bon esprit) |               |               |                                 |                                 |                                 |                                 | Eguzki Amandre (La grand-mère soleil) | Eguzki Amandre (La grand-mère soleil) | Eguzki Amandre (La grand-mère soleil) | Eguzki Amandre (La grand-mère soleil) | Eguzki Amandre (La grand-mère soleil) | Eguzki Amandre (La grand-mère soleil) |                              |                              | Ilargi Amandre (La grand-mère lune) | Ilargi Amandre (La grand-mère lune) | Ilargi Amandre (La grand-mère lune) | Ilargi Amandre (La grand-mère lune) | Ilargi Amandre (La grand-mère lune) | Ilargi Amandre (La grand-mère lune) |  |  |
|                      |                      |                      |                      |                                   |                                   |                                   |                                   |                                   |                                   |                       |                       |                                     |                           |                           |                           |                           |                           |  |  |                      |                      |                      |                      |                      |                      |               |               |                                 |                                 |                                 |                                 |                                       |                                       |                                       |                                       |                                       |                                       |                              |                              |                                     |                                     |                                     |                                     |                                     |                                     |  |  |
|                      |                      |                      |                      |                                   |                                   |                                   |                                   |                                   |                                   |                       |                       |                                     |                           |                           |                           |                           |                           |  |  |                      |                      |                      |                      |                      |                      |               |               |                                 |                                 |                                 |                                 |                                       |                                       |                                       |                                       |                                       |                                       |                              |                              |                                     |                                     |                                     |                                     |                                     |                                     |  |  |
|                      |                      |                      |                      |                                   |                                   |                                   |                                   |                                   |                                   |                       |                       | Amilamia (Bienfaisante)             | Amilamia (Bienfaisante)   | Amilamia (Bienfaisante)   | Amilamia (Bienfaisante)   | Amilamia (Bienfaisante)   | Amilamia (Bienfaisante)   |  |  | Urtzi (Dieu du ciel) | Urtzi (Dieu du ciel) | Urtzi (Dieu du ciel) | Urtzi (Dieu du ciel) | Urtzi (Dieu du ciel) | Urtzi (Dieu du ciel) |               |               | Basajaun (Seigneur de la forêt) | Basajaun (Seigneur de la forêt) | Basajaun (Seigneur de la forêt) | Basajaun (Seigneur de la forêt) | Basajaun (Seigneur de la forêt)       | Basajaun (Seigneur de la forêt)       |                                       |                                       | Basandere (Dame de la forêt)          | Basandere (Dame de la forêt)          | Basandere (Dame de la forêt) | Basandere (Dame de la forêt) | Basandere (Dame de la forêt)        | Basandere (Dame de la forêt)        |                                     |                                     |                                     |                                     |  |  |
|                      |                      |                      |                      |                                   |                                   |                                   |                                   |                                   |                                   |                       |                       | Amilamia (Bienfaisante)             | Amilamia (Bienfaisante)   | Amilamia (Bienfaisante)   | Amilamia (Bienfaisante)   | Amilamia (Bienfaisante)   | Amilamia (Bienfaisante)   |  |  | Urtzi (Dieu du ciel) | Urtzi (Dieu du ciel) | Urtzi (Dieu du ciel) | Urtzi (Dieu du ciel) | Urtzi (Dieu du ciel) | Urtzi (Dieu du ciel) |               |               | Basajaun (Seigneur de la forêt) | Basajaun (Seigneur de la forêt) | Basajaun (Seigneur de la forêt) | Basajaun (Seigneur de la forêt) | Basajaun (Seigneur de la forêt)       | Basajaun (Seigneur de la forêt)       |                                       |                                       | Basandere (Dame de la forêt)          | Basandere (Dame de la forêt)          | Basandere (Dame de la forêt) | Basandere (Dame de la forêt) | Basandere (Dame de la forêt)        | Basandere (Dame de la forêt)        |                                     |                                     |                                     |                                     |  |  |
|                      |                      |                      |                      |                                   |                                   |                                   |                                   |                                   |                                   |                       |                       |                                     |                           |                           |                           |                           |                           |  |  |                      |                      |                      |                      |                      |                      |               |               |                                 |                                 |                                 |                                 |                                       |                                       |                                       |                                       |                                       |                                       |                              |                              |                                     |                                     |                                     |                                     |                                     |                                     |  |  |
|                      |                      |                      |                      |                                   |                                   |                                   |                                   |                                   |                                   |                       |                       | Laminak (Petits êtres fantastiques) |                           |                           |                           |                           |                           |  |  |                      |                      |                      |                      |                      |                      |               |               |                                 |                                 |                                 |                                 |                                       |                                       |                                       |                                       |                                       |                                       |                              |                              |                                     |                                     |                                     |                                     |                                     |                                     |  |  |